# Pavel Koncoš
Pavel Koncoš (ur. 28 września 1947 w m. Rimavská Píla) – słowacki polityk, rolnik i działacz spółdzielczy, poseł do Rady Narodowej, dwukrotnie minister rolnictwa, w latach 2001–2002 przewodniczący Partii Demokratycznej Lewicy.

## Życiorys
Z wykształcenia ekonomista, absolwent Wyższej Szkoły Rolniczej w Nitrze. Pracował jako główny ekonomista przedsiębiorstwa hodowlanego w Rymawskiej Sobocie i prezes spółdzielni rolniczej ZČSSP Klenovec. Pełnił funkcję prezesa okręgowej spółdzielni rolniczej w Rymawskiej Sobocie, a także wiceprzewodniczącego słowackiego związku zrzeszającego spółdzielnie rolnicze. W 1991 został prezesem związku rolno-spożywczego, przekształconego w następnym roku w Słowacką Izbę Rolno-Spożywczą. Zajął się również działalnością rolniczą.
Zaangażował się w działalność polityczną w ramach Partii Demokratycznej Lewicy. W 1992 uzyskał mandat posła do Słowackiej Rady Narodowej, przekształconej następnie w Radę Narodową. Ponownie wybierany do parlamentu w 1994 i 1998. Od marca do listopada 1994 sprawował urząd ministra rolnictwa w gabinecie Jozefa Moravčíka. Ponownie funkcję tę objął w październiku 1998 w rządzie Mikuláša Dzurindy, pełnił ją do października 2002. W latach 2001–2002 był przewodniczącym swojego ugrupowania. Później dołączył do inicjatywy politycznej Ľavica.sk.